# 長源寺 (秦野市)
長源寺（ちょうげんじ）は、神奈川県秦野市にある日蓮宗の寺院。山号は法光山。本尊は三宝尊。旧本山は比企谷妙本寺、池上・土富店法縁。

## 歴史
『新編相模国風土記稿』には、「法華宗鎌倉比企谷妙本寺末、開山日柄、中興日融円行院と号す、貞享元年九月十六日卒、本尊三寶諸尊を安ず」と記されている。明治39年（1906年）に秦野町立実業補習学校分教場が開校され、大正元年（1912年）まで存続した。大正11年（1922年）10月からは、中野日曜学校が開設された。

## 周辺
- 白山神社
- 熊野神社

## 交通
- 小田原線・秦野駅